# Cyanastrum cordifolium
Cyanastrum cordifolium là một loài thực vật có hoa trong họ Tecophilaeaceae. Loài này được Oliv. mô tả khoa học đầu tiên năm 1891.